# Rumunia na Zimowych Igrzyskach Olimpijskich 1976
Rumunię na Zimowych Igrzyskach Olimpijskich 1976 reprezentowało 32 zawodników (sami mężczyźni). Był to dziesiąty start reprezentacji Rumunii na zimowych igrzyskach olimpijskich.

## Skład kadry

### Biathlon
Mężczyźni
| Zawodnik                                                             | Konkurencja         | czas biegu | Kary | Łączny czas | Pozycja |
| -------------------------------------------------------------------- | ------------------- | ---------- | ---- | ----------- | ------- |
| Gheorghe Voicu                                                       | Bieg na 20 km       | 1:16:01,52 | 5:00 | 1:21:01,52  | 16.     |
| Gheorghe Gârniță                                                     | Bieg na 20 km       | 1:17:00,71 | 8:00 | 1:25:00,71  | 31.     |
| Nicolae Cristoloveanu                                                | Bieg na 20 km       | 1:20:15,53 | 8:00 | 1:28:15,53  | 45.     |
| Nicolae Cristoloveanu Gheorghe Voicu Victor Fontana Gheorghe Gârniță | Sztafeta 4 × 7,5 km | 2:09:54,40 | 7    | 2:09:54,40  | 10.     |

### Bobsleje
Mężczyźni
| Osada  | Zawodnik                                                               | Konkurencja | Ślizg 1 | Ślizg 2 | Ślizg 3 | Ślizg 4 | Łącznie | Pozycja |
| ------ | ---------------------------------------------------------------------- | ----------- | ------- | ------- | ------- | ------- | ------- | ------- |
| ROU-I  | Ion Panțuru Gheorghe Lixandru                                          | Dwójki      | 57,15   | 57,43   | 57,85   | 57,66   | 3:50,09 | 11.     |
| ROU-II | Dragoș Panaitescu-Rapan Costel Ionescu                                 | Dwójki      | 57,95   | 57,66   | 57,58   | 57,34   | 3:50,53 | 12.     |
| ROU-I  | Dragoș Panaitescu-Rapan Paul Neagu Costel Ionescu Gheorghe Lixandru    | Czwórki     | 55,54   | 55,51   | 56,18   | 56,68   | 3:43,91 | 8.      |
| ROU-II | Ion Panțuru Constantin Romaniuc Alexe Gheorghe Tănăsescu Mihai Nicolau | Czwórki     | 56,09   | 56,23   | 56,81   | 57,57   | 3:46,70 | 14.     |

### Hokej na lodzie
Reprezentacja mężczyzn
| - Valerian Netedu - Vasile Morar - Elöd Antal - Șandor Gal - George Justinian - Ion Ioniță - Dezideriu Varga - Doru Moroșan - Doru Tureanu |  | - Dumitru Axinte - Eduard Pană - Vasile Huțanu - Ioan Gheorghiu - Tiberiu Mikloș - Alexandru Hălăucă - Marian Pisaru - Nicolae Vișan - Marian Costea |

Reprezentacja Rumunii w rundzie kwalifikacyjnej ulegała drużynie Polski 4:7 i tym samym wzięła udział w rozgrywkach grupy B turnieju olimpijskiego, w której zajęła pierwsze miejsce. Ostatecznie reprezentacja Rumunii zajęła 7. miejsce.

#### Runda kwalifikacyjna
| 3 lutego 1976 | Polska | 7:4 | Rumunia |  |

|  |  |  |  |  |

### Grupa B
| Drużyna    | M | Mecze | Mecze | Mecze | Bramki | Bramki | Bramki | Pkt |
| Drużyna    | M | W     | R     | P     | +      | –      | +/-    | Pkt |
| ---------- | - | ----- | ----- | ----- | ------ | ------ | ------ | --- |
| Rumunia    | 5 | 4     | 0     | 1     | 23     | 15     | +8     | 8   |
| Austria    | 5 | 3     | 0     | 2     | 18     | 14     | +4     | 6   |
| Japonia    | 5 | 3     | 0     | 2     | 20     | 18     | +2     | 6   |
| Jugosławia | 5 | 3     | 0     | 2     | 22     | 19     | +3     | 6   |
| Szwajcaria | 5 | 2     | 0     | 3     | 24     | 22     | +2     | 4   |
| Bułgaria   | 5 | 0     | 0     | 5     | 19     | 38     | -19    | 0   |

Wyniki
| 5 lutego 1976 | Rumunia | 3:1 | Japonia |  |

|  |  |  |  |  |

| 7 lutego 1976 | Jugosławia | 4:3 | Rumunia |  |

|  |  |  |  |  |

| 9 lutego 1976 | Rumunia | 4:3 | Austria |  |

|  |  |  |  |  |

| 11 lutego 1976 | Rumunia | 9:4 | Bułgaria |  |

|  |  |  |  |  |

| 13 lutego 1976 | Rumunia | 4:3 | Szwajcaria |  |

|  |  |  |  |  |

### Narciarstwo alpejskie
Mężczyźni
| Zawodnik    | Konkurencja | Konkurencja | Konkurencja       | Konkurencja               | Konkurencja               | Konkurencja               | Konkurencja       | Konkurencja       | Konkurencja      | Konkurencja      |
| Zawodnik    | Zjazd       | Zjazd       | Slalom gigant     | Slalom gigant             | Slalom gigant             | Slalom gigant             | Slalom specjalny  | Slalom specjalny  | Slalom specjalny | Slalom specjalny |
| Zawodnik    | Czas        | Pozycja     | Czas 1. przejazdu | Czas 2. przejazdu         | Czas łączny               | Pozycje                   | Czas 1. przejazdu | Czas 2. przejazdu | Czas łączny      | Pozycja          |
| ----------- | ----------- | ----------- | ----------------- | ------------------------- | ------------------------- | ------------------------- | ----------------- | ----------------- | ---------------- | ---------------- |
| Dan Cristea | 1:55,63     | 49.         | 2:01,78           | 2:03,51                   | 4:05,29                   | 45.                       | 1:10,70           | 1:16,87           | 2:27,57          | 34.              |
| Ion Cavași  | 2:00,19     | 57.         | 1:59,90           | Nie ukończył 2. przejazdu | Nie ukończył 2. przejazdu | Nie ukończył 2. przejazdu | 1:08,59           | 1:12,73           | 2:21,32          | 30.              |